# Notocaryoturbella bigermaria
Notocaryoturbella bigermaria är en plattmaskart som beskrevs av Lanfranchi 1969. Notocaryoturbella bigermaria ingår i släktet Notocaryoturbella och familjen Otoplanidae. Inga underarter finns listade i Catalogue of Life.